# Josep Lluís Freijo i Lizan
Josep Lluís Freijo i Lizan (Mataró 30 de març de 1963) és un polític ecologista català que ha estat membre fundador d'Els Verds a Catalunya l'any 1983 i a l'estat l'any 1984. Actualment (setembre de 2010) és portaveu d'Els Verds - L'Alternativa Ecologista i el candidat de la coalició Els Verds - Grup Verd Europeu per les eleccions al Parlament de Catalunya de 2010.

## Trajectòria política
A les eleccions de 1992 va encapçalar Els Verds-Unió Verda (EV-UV) que va obtenir 14.041 vots (0,54%), i va ser la llista verda més votada en aquestes eleccions.
En 1995 un grup d'Els Verds (Confederació Ecologista de Catalunya) (EV-CEC) (fundat el 1993) no va voler presentar-se a les eleccions al Parlament de Catalunya de 2003 en coalició amb Iniciativa per Catalunya, i va decidir presentar una candidatura independent, encapçalada per Josep Lluís Freijo, en les que va obtenir 14.651 vots (0,45% dels vots).
En les eleccions de 2003 va encapçalar la candidatura Els Verds - L'Alternativa Ecologista (EV-AE) que va obtenir 18.470 vots (0,56%).
Per a les eleccions següents de 2006 es forma la coalició Els Verds-Ecologistes i Verds de Catalunya (EV-EVC) que obté 17.900 vots (0,62%).
S'ha conformat una gran coalició en la qual estan pràcticament tots els partits verds catalans a les eleccions de 2010: Els Verds, que estarà integrada per: Els Verds - Alternativa Ecologista, Els Verds - Opció Verda, i Los Verdes-Grupo Verde, presentant candidatures pròpies a les 4 circumscripcions.

## Altres eleccions
També ha participat en eleccions europees, ocupant el tercer lloc en les llistes de Els Verds - Grup Verd Europeu (EV-GVE) l'any 2009 que va aconseguir 89.147 vots (0,57% dels vots a candidatures), sense obtenir representació. Van ser la vuitena candidatura més votada, obtenint els seus millors resultats a Balears, Catalunya, Navarra i Canàries (1,05, 1,01, 0,98 i 0,84% respectivament).